# Ayent
Ayent is een gemeente en plaats in het Zwitserse kanton Wallis, en maakt deel uit van het district Hérens.
Ayent telt 3.791 inwoners.